# Howard Levi
Howard Levi (New York, 9 novembre 1916 – New York, 11 settembre 2002) è stato un matematico statunitense.
Ha lavorato principalmente nell'algebra e nell'educazione matematica. Levi è stato molto attivo durante le riforme educative negli Stati Uniti, avendo proposto diversi nuovi corsi in sostituzione di quelli tradizionali.

## Biografia
Levi ha conseguito un dottorato di ricerca in matematica alla Columbia University nel 1942 come studente di Joseph Fels Ritt. Poco dopo aver conseguito la laurea, è diventato un ricercatore del Progetto Manhattan.
Alla Wesleyan University ha guidato un gruppo che ha sviluppato un corso di geometria per studenti delle scuole superiori che trattava la geometria euclidea come un caso speciale di geometria affine. Gran parte del materiale wesleyano era basato sul suo libro Fondamenti di geometria e trigonometria.
Il suo libro Polynomials, Power Series, and Calculus, scritto per essere un libro di testo per un primo corso di calcolo, ha presentato un approccio innovativo e ha ricevuto recensioni favorevoli da Leonard Gillman, che ha scritto "[...] questo libro, con la sua ricchezza di idee fantasiose, merita di essere meglio conosciuto."
Il processo di riduzione di Levi prende il nome a lui.
Nei suoi ultimi anni cercò di trovare una dimostrazione del teorema dei quattro colori che non si basasse sui computer.